# Naturschutzgebiet Alert

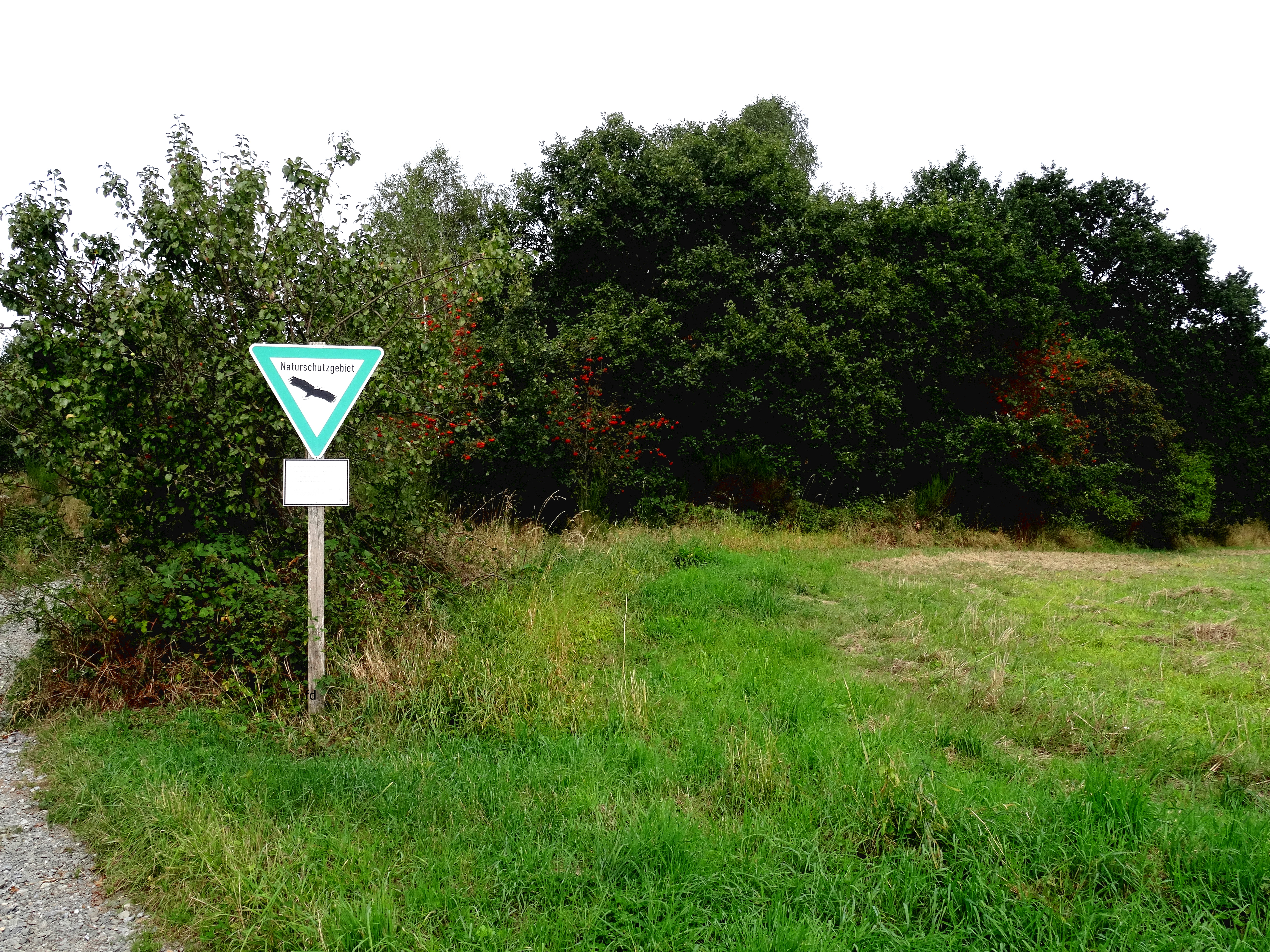
Naturschutzgebiet Alert

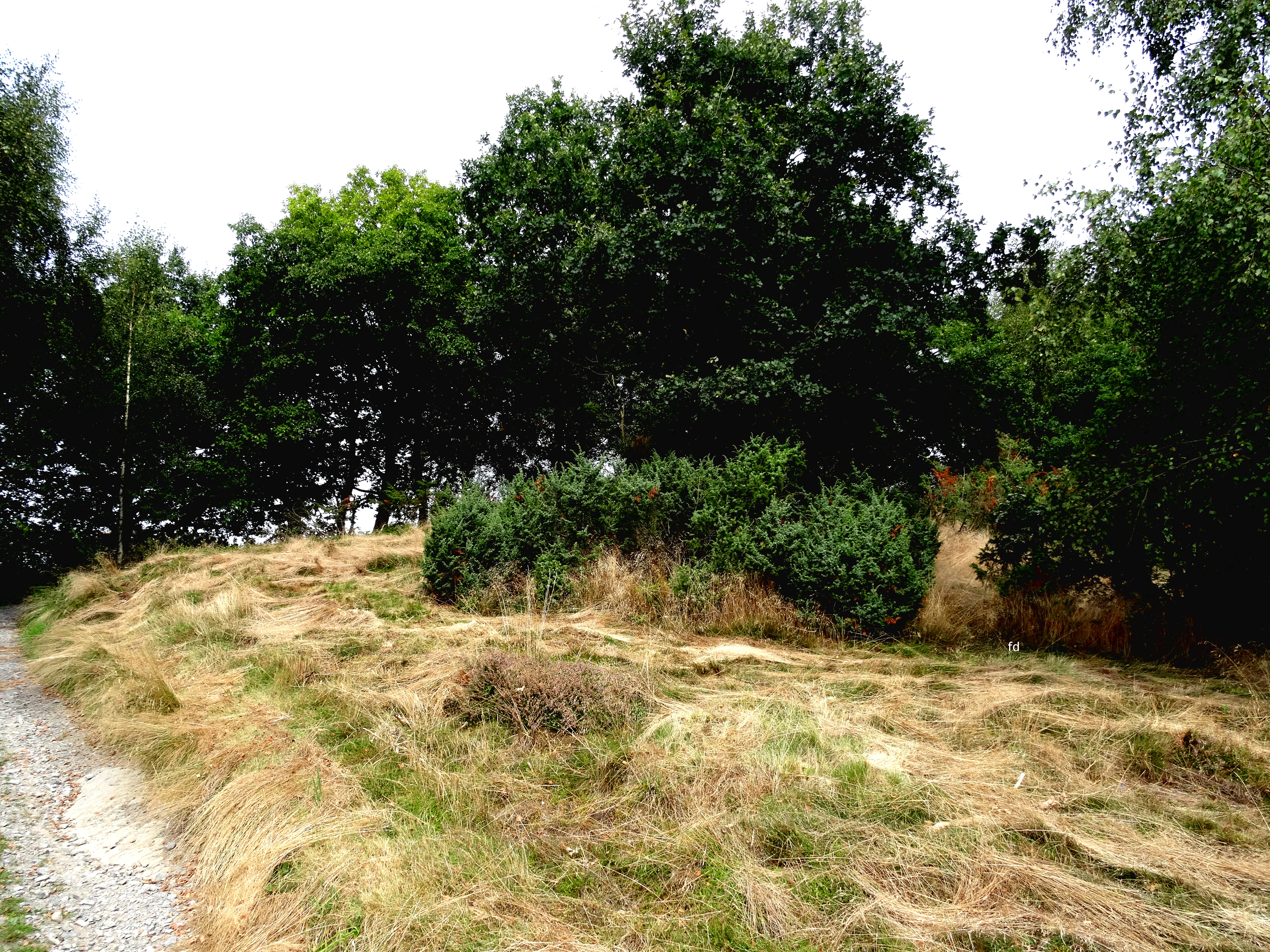
Naturschutzgebiet Alert

Das Naturschutzgebiet Alert mit einer Größe von 2,11 ha liegt östlich von Schederberge im Stadtgebiet von Meschede. Das Gebiet wurde 1994 mit dem Landschaftsplan Meschede durch den Kreistag des Hochsauerlandkreises als NSG mit einer Flächengröße von 2 ha ausgewiesen. Bei der Neuaufstellung des Landschaftsplanes Meschede wurde das NSG dann erneut ausgewiesen und minimal vergrößert.

## Gebietsbeschreibung
Beim NSG handelt es sich um die Reste einer Wacholderheide auf dem südwestlichen Ausläufer der felsenreichen Alert-Kuppe die sich ehemals an vielen Stellen im Hochsauerland unter Beweidung nährstoffarmer, flachgründiger Standorte entwickelt haben. Im NSG befindet sich ein Vegetationsmosaik aus Magerrasen und Wacholdervorkommen. Im südlichen NSG-Teil verdichtet sich der lockere Gehölzbewuchs zu einem fast flächigen Eichen-Feldgehölz. Etwa in Gebietsmitte treten einige Felsrippen der hier anstehenden mitteldevonischen Tentaculitenschiefer zutage.
Zur Entwicklung der Heide seit 1994 führt der Landschaftsplan aus: „Das auch im ersten LP Meschede bereits festgesetzte NSG hat sich durch einige grundlegende Eingriffe und regelmäßige Pflegemaßnahmen positiv entwickelt; auch künftig muss sichergestellt werden, dass die natürliche Sukzession durch gelegentliche Gehölzentnahme und extensive (Schaf-) Beweidung der Fläche zur Erhaltung des Gebietscharakters aufgehalten wird.“
Zur Problematik der Erhaltung der Heide führt der Landschaftsplan aus: „Die Gehölzentwicklung ist durch gelegentliche Pflegeeingriffe zugunsten einer Erhaltung und Förderung des Magergrünlandanteils zurückzudrängen; dieses Grünland ist durch geeignete Nutzung (optimal: Beweidung mit Schafen und Ziegen) als solches zu erhalten (§ 13 LNatSchG).“
Der durch das NSG führende Wirtschaftsweg soll auf dessen Nord- oder Südseite verlegt werden um seine durchgängige Gatterung und Beweidung zu erleichtern.

## Pflanzenarten im NSG
Auswahl vom Landesamt für Natur, Umwelt und Verbraucherschutz Nordrhein-Westfalen dokumentierte Pflanzenarten im Gebiet: Besenginster, Besenheide, Blasenflechte, Blutwurz, Draht-Schmiele, Gewöhnliches Krausblattmoos, Heidelbeere, Kleiner Sauerampfer, Rotes Straußgras, Rotschwingel, Salbei-Gamander, Sparriges Kranzmoos, Wacholder und Zwittriges Streifensternmoos.

## Schutzzweck
Zum Schutzzweck des NSG führte der Landschaftsplan auf: „Schutz einer Wacholderheide als äußerst seltener Lebensraum und als hochgradig schutzwürdiges Relikt der historischen Landnutzung; Erhaltung und Optimierung der aktuellen Situation durch Zurückdrängen der Gehölzanteile und Grünlandpflege; Sicherung der besonderen Eigenart eines Landschaftselements, das sich aus der intensiveren Umgebungsnutzung heraushebt und identitätsstiftend im Landschaftsbild bemerkbar macht.“